# Synchlora louisa
Synchlora louisa là một loài bướm đêm trong họ Geometridae.